# Yuji Takeshima
Yuji Takeshima (竹嶋 裕二 Takeshima Yuji?), född 11 juni 1999 i Chiba prefektur, är en japansk fotbollsspelare.
Takeshima började sin karriär 2018 i Ehime FC.